# Juan Ramón López Caro

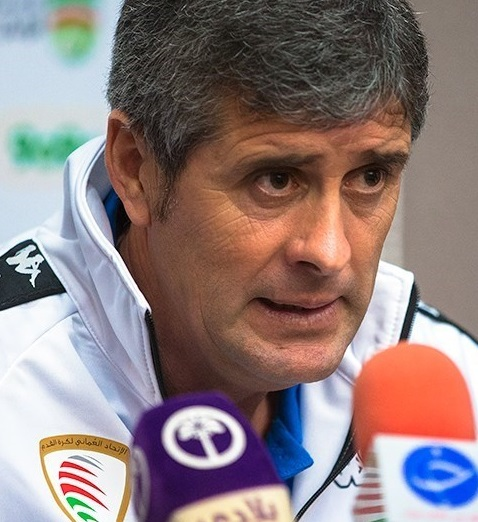
Juan Ramón López Caro

Juan Ramón López Caro, född 23 mars 1969, är en spansk fotbollstränare som för närvarande är tränare för Spaniens U21-landslag. Han har tidigare varit tränare för Real Madrids A-lag och B-lag. Efter en mindre lyckad säsong 2007 i Real Madrids A-lag fick han sparken och Fabio Capello tillträdde. Efter det fick han jobb i Levante där han fick sparken efter 5 matcher.